# 2636 Ласселл
2636 Ласселл (2636 Lassell) — астероїд головного поясу, відкритий 20 лютого 1982 року.
Тіссеранів параметр щодо Юпітера — 3,221.
Названий на честь англійського астронома Вільяма Ласселла